# 도리야마 히라쿠
도리야마 히라쿠(일본어: 鳥山啓 토리야마 히라쿠[*], 1837년 9월 24일 - 1914년 2월 28일)는 기이 다나베 번 출신의 박물학자, 교육자, 작사가이다. 미나카타 구마구스의 은사이며 세계 3대 군가인 군함행진곡 작사자이다.

## 생애
히라쿠는 다나베 지역 촌장의 차남으로 태어나 다나베 번사 도리야마 즈미아키의 양자로 입적되었다. 그 후 다나베 번주 안도 나오히로의 시동으로 활동하였다. 8세의 나이에 한학과 본초학등을 배워, 15세 나이에는 와카야마로 나와 천문학, 지리학 등의 학문을 폭넓게 배웠다. 1866년 포병대에서 일하다가 메이지 유신 이후에 고베에 위치한 영국 영사관에서 일을 하였다. 하지만 영사관 일을 그만두고 다나베 근교에서 아이들에게 영어를 가르쳐 활약한다. 이후에는 와카야마 중등학교에서 박물학, 국학 등을 가르친다. 1886년 히라쿠는 1885년에 개교한 화족 여학교에 교수직을 맡게된다. 1913년 뇌일혈로 쓰러져 와병생활이 시작된다. 그러던중 1914년 1월 일본 해군성 교육국은 군가집인 해군 군가를 발표하는데 세토구치 도키치는 히라쿠 作 「이 성(此の城)」을 군함행진곡의 가사로 쓴지라 「해군 군가」에 군함행진곡 수록을 위해 히라쿠를 찾아간다. 하지만 와병중이었던 히라쿠는 세토구치를 직접만나지 못하였고 히라쿠의 삼남 도리랴마 미네오가 「해군 군가」 수록을 허락하였다. 그 후 2월 28일 자신의 집에서 뇌일혈로 인해 숨을 거둔다.

## 참고 문헌
- 다니무라 마사쓰구 쓰카사 作 「행진곡 「군함」백년의 항적」
- 鳥山嶺男「わが父・・・軍艦マーチの作詞者・・・鳥山啓を語る」『バンドの友』昭和13年4月号（『行進曲「軍艦」百年の航跡』文中より）